# Oral-B

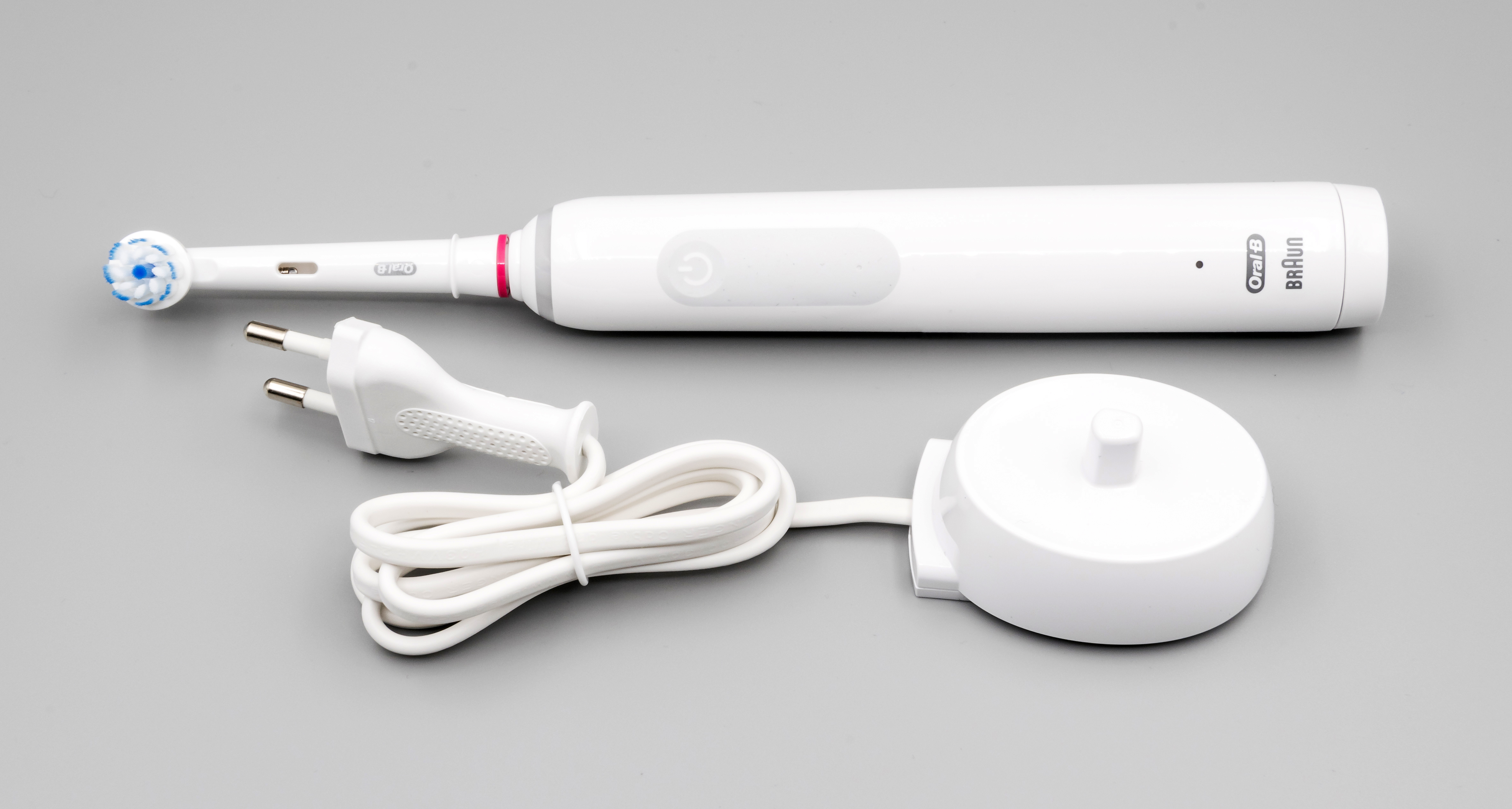
Szczoteczka do zębów Oral-B Pro 3 3000 wraz z bazą ładującą

Oral-B – amerykański producent produktów do higieny i pielęgnacji jamy ustnej. W swojej ofercie posiada między innymi szczoteczki oraz pasty do zębów. Od 2006 roku marka należy do Procter & Gamble.